# مدينة حديقة الحيوان (رواية)
مدينة حديقة الحيوان Zoo City - رواية خيال علمي من تأليف الروائية الجنوب أفريقية لورين بيوكيس، صدرت الرواية عام 2010م، حصلت الرواية علي جائزة
آرثر سي كلارك لعام 2011م كافضل رواية، كما حصل غلاف الطبعة البريطانية من الرواية على جائزة BSFA لعام 2010م كافضل عمل فني، كما تم ادراج الرواية ذاتها في القائمة المختصرة للجائزة في فئة افضل رواية.

## أحداث الرواية
تدور أحداث رواية مدينة حديقة الحيوانات في نسخة بديلة من مدينة جوهانسبرج بجنوب أفريقيا، حيث يتم ربط الأشخاص الذين يذنبون ويرتكبون جرائم بحيوانات أليفة ، ويطلق على من يتلقون مثل هذه العقوبات "حيوانات"، بطلة الرواية الرئيسية، زينزي ديسمبر، صحفية سابقة ومدمنة مخدرات تعافت، وقد تم تحويلها إلى حيوان كسلان بعد أن تسببت في مقتل شقيقها. تعيش في ضاحية هيلبرو بجوهانسبرج، والتي يطلق عليها في الرواية اسم "مدينة حديقة الحيوان"، وذلك بسبب عدد السكان الكبير من الذين تلقوا عقوبة حيوانات. تحاول زينزي سداد دينها المالي الذي تدين به لتاجر المخدرات الذي كانت تتعامل معه عن طريق فرض رسوم على الأشخاص مقابل مهارتها الخاصة في العثور على الأشياء المفقودة، بالإضافة إلى الاستفادة من قدراتها في الكتابة من خلال صياغة 419 رسالة بريد إلكتروني احتيالية. تركز حبكة الكتاب على محاولات زينزي للعثور على العضوة المفقودة في ثنائي البوب الأخ والأخت لمنتج موسيقى، مقابل المال الذي تحتاجه لسداد دين التاحر بالكامل.

## تاريخ النشر
- 2010م- جاكانا ميديا- جنوب أفريقيا، ردمك: 3-818-77009-1-978 ، تاريخ النشر- 1 يونيو 2010م غلاف ورقي.
- 2010م- الربوت العاضب- المملكة المتحدة- ردمك: 1-054- 85766- 0- 978، تاريخ النشر- 2 سبتمبر 2010م، غلاف ورقي.
- 2010م- كتاب الكتروني- الربوت الغاضب- المملكة المتحدة- ردمك: 5-056-85766-0- 978، تاريخ النشر- سبتمبر 2010م - كتاب الكتروني.
- 2010م- الربوت الغاضب- الولايات المتحدة وكندا- ردمك: 8-055-85766-0- 978، تاريخ النشر- 28 ديسمبر 2010م، غلاف ورقي.[4]

## جوائز وترشيحات

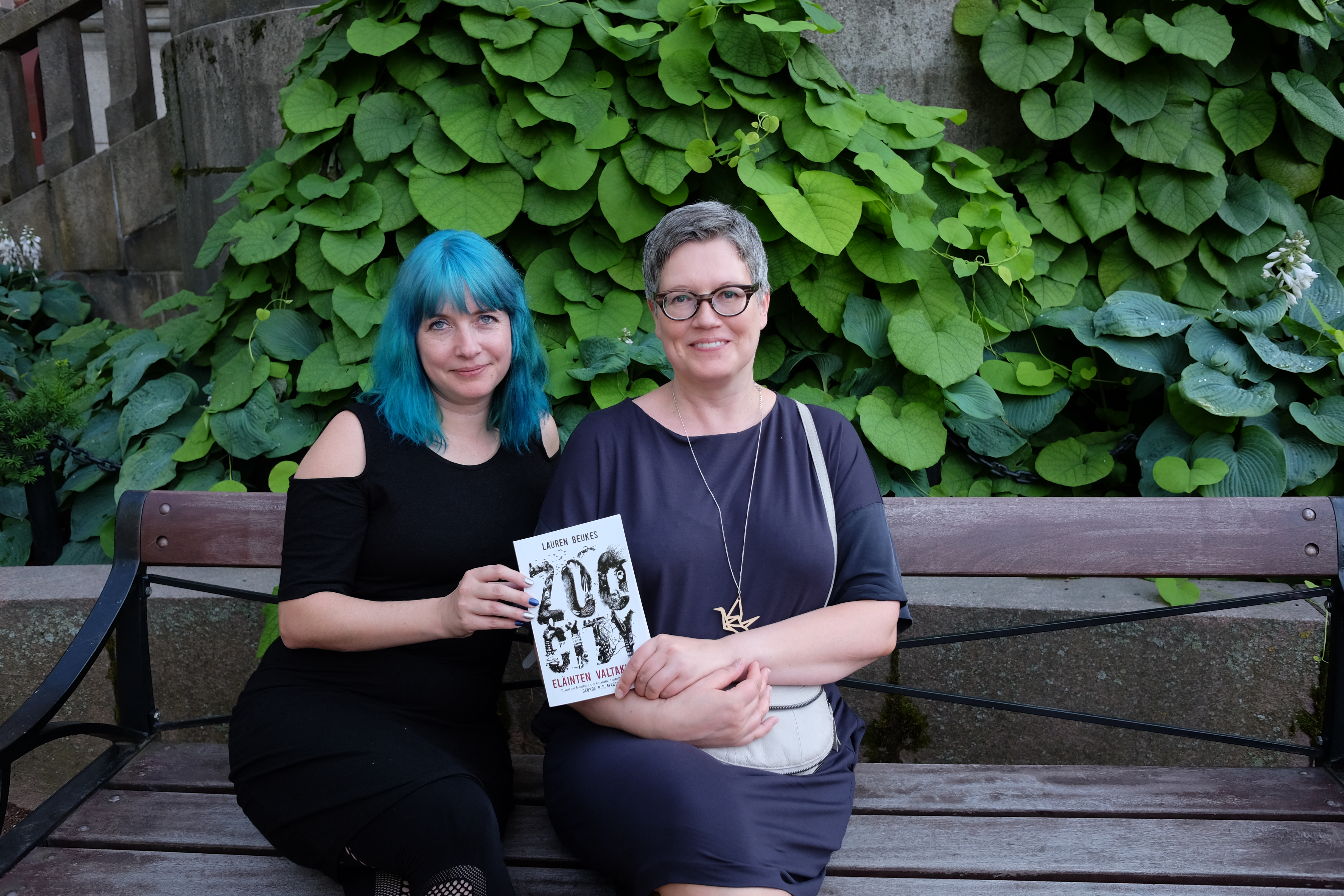

حصلت رواية مدينة حديقة الحيوان على جائزة آرثر سي كلارك لعام 2011 في 28 أبريل 2011م تُمنح هذه الجائزة لأفصل رواية خيال علمي نُشرت لأول مرة في المملكة المتحدة، وتعتبر جائزة الخيال العلمي البريطانية المرموقة. وقد ارتدت بيوكس حيوان كسلان مزيف ملفوفًا على كتفيها في حفل توزيع الجوائز في لندن، لتقليد حيوان زينزي ديسمبر المألوف.
فاز غلاف الطبعة البريطانية لعام 2010 من الكتاب، والذي صممه جوي هاي فاي، بجائزة BSFA لعام 2010 في 26 أبريل 2011 لأفضل عمل فني. تم إدراج الكتاب نفسه في القائمة المختصرة لفئة أفضل رواية لهذه الجائزة، لكنه خسر أمام كتاب إيان ماكدونالد بيت الدراويش، والذي كان في ذلك الوقت يعتبر المفضل لجائزة آرثر سي كلارك.سبق للكتاب أن حصل على جائزة Kitschies Red Tentacle لعام 2010 لأفضل رواية، باعتباره الكتاب الذي "يرتقي بشكل أفضل بنبرة ثقافة المهووسين". في جنوب أفريقيا، وصلت الرواية إلى القائمة المختصرة لعدة جوائز، بما في ذلك جائزة الكتابة الإبداعية بجامعة جوهانسبرغ لعام 2010-2011، وجوائز M-Net الأدبية لعام 2011 وجوائز أخرى.